# Wiley-Blackwell
Wiley-Blackwell är ett internationellt förlag för akademiska publikationer. Förlaget grundades 2007, då Wiley's gick samman med Blackwell Publishing.
Förlaget samarbetar med och publicerar omkring 1500 akademiska tidskrifter. Man trycker dem, säljer prenumerationer via sin webbplats och gör stora delar av deras innehåll tillgängligt online mot betalning. Ämnena spänner över i princip samtliga vetenskapliga discipliner; naturvetenskapliga, samhällsvetenskapliga och humanistiska.